# 相京昌信
相京 昌信（あいきょう まさのぶ、1916年4月17日 - 1991年12月28日）は、日本の経営者。住友倉庫社長、会長を務めた。愛知県出身。

## 経歴
1941年に京都帝国大学法学部を卒業し、同年に住友倉庫に入社。1966年11月に取締役に就任し、1971年5月に常務を経て、1974年11月に専務に就任し、1976年6月に社長に昇格。1981年6月に会長を経て、1987年6月取締役相談役を経て、1989年6月には相談役に就任。
1980年11月に藍綬褒章を受章し、1986年4月に勲三等旭日中綬章を受章した。
1991年12月28日呼吸不全のために死去。75歳没。